# Jadwiga Sidoruk
Jadwiga Cynkier z d. Głębska, primo voto Sidoruk (ur. 9 lutego 1960 w Łodzi) – była polska koszykarka, grająca na pozycji obrońcy. Siedmiokrotna mistrzyni 

## Życiorys
Jest wychowanką Społem Łódź, od 1977 reprezentowała barwy ŁKS Łódź, z którym zdobyła trzykrotnie mistrzostwo Polski (1982, 1983, 1986) i sześciokrotnie brązowy medal mistrzostw Polski (1978, 1979, 1980, 1981, 1985, 1987). W 1988 została zawodniczką Włókniarza Pabianice i zdobyła z nim cztery tytuły mistrzyni Polski (1989, 1990, 1991, 1992) oraz wicemistrzostwo Polski (1993). W latach 1993–1999 reprezentowała barwy niemieckiej drużyny Osnabrücker SC.
Jadwiga Sidoruk swoją karierę zaczynała w ŁKS-ie Łódź pod okiem legendarnego trenera klubu, Józefa Żylińskiego. Z klubem z al. Unii Lubelskiej 2 wywalczyła w sumie 10 medali mistrzostw Polski, w tym 3 z najcenniejszego kruszcu. W 1988 roku przeszła do Włókniarza Pabianice, dla którego zdobyła 4 tytuły mistrzowskie.
Z reprezentacją Polski seniorek wystąpiła na mistrzostwach Europy w 1985 (6 miejsce).
Jej mężem jest Ryszard Cynkier, koszykarz i trener koszykówki.